# Jean-Max Bellerive
Jean-Max Bellerive, né en 1958 à Port-au-Prince, est un homme d'État haïtien. Désigné Premier ministre le 30 octobre 2009 par le président René Préval après le renversement de Michèle Pierre-Louis par le Sénat le 30 octobre 2009, il est investi le 11 novembre 2009. Le 20 mai 2011, le président nouvellement élu, Michel Martelly, nomme à sa place Daniel-Gérard Rouzier dont l'investiture est rejetée le 21 juin par la Chambre des députés. Il est finalement remplacé le 18 octobre 2011 par Garry Conille.

## Biographie
Fils d'un médecin haut fonctionnaire de l'organisation mondiale de la santé (OMS), il quitte son pays natal dès son plus jeune âge et entreprend ses études primaires, secondaires et universitaires en Suisse, en France et en Belgique. Diplômé en Sciences politiques et Relations internationales, il décide de rentrer en Haïti en 1986, peu avant la chute de Jean-Claude Duvalier.
Il fait ses premières armes dans le secteur privé, plus particulièrement au niveau des coopératives et est coordonnateur d’une coopérative de pêche basée dans le Sud du pays, « l'Aquinoise », financée par l'Union européenne.
En 1988, il entre au ministère de l'Intérieur et des Collectivités territoriales, à titre d'assistant chef de service de l’organisation et méthodes, qu'il quitte en 1990 comme directeur général. 
Cette même année, avec quelques amis de la Fonction publique, il fonde Sibel Consult, une agence de gestion et préparation de projets de développement. À ce titre, il collabore avec de nombreuses institutions publiques telles que : le Secrétariat du Tourisme, l'Autorité portuaire nationale (APN), la Banque populaire haïtienne (BPH), le Conseil électoral provisoire (CEP) ou le ministère des Haïtiens vivant à l’étranger. Il travaille également avec certaines des plus prestigieuses entreprises privées installées en Haïti comme, Terminal Varreux, Shodecosa, ELF-Haiti, Vorbe et Fils, radio Liberté, Haitel, Terrabus, Tecina S.A., Marubeni, l'Association des opérateurs de terminaux pétroliers ou Meditel S.A. 
Après un bref passage au Conseil électoral provisoire (1999–2000), où il occupera les fonctions de président du Bureau électoral de l'Ouest, il est appelé, entre 2000 et 2006, à occuper les fonctions successives de chef de cabinet du Premier ministre Jean-Marie Chérestal, de conseiller technique principal du Premier ministre Yvon Neptune et de coordonnateur de la Cellule de coordination et de suivi des politiques publiques (CCS), financé par le PNUD, rattaché au Bureau du Premier ministre Gérard Latortue.
Dans le gouvernement de Michèle Pierre-Louis (2008-2009), il devint ministre de la Planification et de la Coopération externe, avant d'accéder lui-même à la tête du gouvernement en novembre 2009.